# Стара-Река (Сливенская область)
Стара-Река (болг. Стара река) — село в Болгарии. Находится в Сливенской области, входит в общину Сливен. Население составляет 492 человек.

## Политическая ситуация
В местном кметстве Стара-Река, в состав которого входит Стара-Река, должность кмета (старосты) исполняет Стефан Цанев Стефанов (Болгарская социалистическая партия) по результатам выборов правления кметства.
Кмет (мэр) общины Сливен — Стефан Николов Радев (ГЕРБ) по результатам выборов в правление общины.